# Anya Amasova
(Anya Amasova a James Bond)
Anya Amasova è un personaggio immaginario della saga cinematografica di James Bond creata da Ian Fleming. È la Bond girl del film Agente 007 - La spia che mi amava (1977). È interpretata dall'attrice Barbara Bach.

## Caratteristiche
Anya Amasova è un maggiore dei servizi segreti russi e il suo nome in codice è Tripla X.
È una donna molto bella e coraggiosa ma anche particolarmente fredda e ambigua di carattere come si vede nel suo rapporto con James Bond. I due dopo alcune diffidenze iniziali, decideranno (anche su ordine dei loro governi) di collaborare per stroncare il folle piano di Karl Stromberg, intenzionato a distruggere la civiltà terrena per costruirne una nuova immersa nel mare.

## Biografia
Anya Amasova, dopo l'uccisione del suo fidanzato, si allea con Bond per scoprire i malefici piani del magnate Stromberg. La donna però non sa che è stato proprio James a ucciderle il fidanzato e quindi, avendolo scoperto per caso durante la missione, promette che una volta conclusa la loro missione ucciderà Bond.
Proprio quando i due riescono a scovare Stromberg entrambi vengono catturati da quest'ultimo che fa affondare il luogo dove si trovano. Bond si libera e salva Anya, i due riescono a fuggire sani e salvi.
Mentre si trovano nella piccola navicella di Stromberg Anya, fedele alla promessa iniziale, tenta di uccidere James, ma alla fine fanno l'amore fino a quando vengono scoperti dai loro rispettivi capi.